# Бордман, Джон Майкл
Джон Майкл Бордман (13 февраля 1938, Манчестер — 18 марта 2021, Балтимор, Мэриленд) — американский математик, профессор Университета Джонса Хопкинса в Балтиморе, штат Мэриленд.

## Биография
До университета служил в военно-воздушных силах Великобритании. Получил докторскую степень Кембриджского университета в 1964 году (научный руководитель -  Терри Уолл).  В 2012 году стал почётным членом Американского математического общества. Умер 18 марта 2021 года.

## Научная деятельность
Специалист в области алгебраической и дифференциальной топологии. Главным образом занимался гомотопией,  Построил первую строгую модель гомотопической категории спектров, описывающую топологические свойства объектов при их деформации.

## Избранные публикации
- John M. Boardman (1967). Singularities of differentiable maps. Publications Mathématiques de l'IHÉS. 33: 21–57. doi:10.1007/BF02684585.
- Homotopy invariant algebraic structures (Baltimore, MD, 1998). — Providence, RI : American Mathematical Society, 1999. — Vol. 239. — ISBN 9780821810576. — doi:10.1090/conm/239/03597.